# Gigatone
Un gigatone (o gigaton, simbolo Gt) è un'unità di misura corrispondente alla quantità di energia sprigionata dall'esplosione di 1 miliardo di tonnellate di tritolo. Nonostante non appartenga al Sistema internazionale di unità di misura (SI)  il termine gigatone (corrispondente a 1 000 megatoni) viene impiegato sovente come unità di misura dell'energia sviluppata dalle esplosioni nucleari. L'equivalente energetico di un gigatone è di 1 Gt = 4,184 EJ.
La bomba nucleare più potente mai esplosa, la Bomba Zar (chiamata anche TSAR), fatta esplodere in Unione Sovietica il 30 ottobre 1961, sviluppò un'energia tra i 50 e i 57 megatoni (quest'ultima corrispondente a 238,5 PJ).
Il termine gigatone è inoltre usato, anche se raramente, in sismologia. Un terremoto del grado 8.0 della scala Richter rilascia un'energia pari a circa 1,01 gigatoni. Il terremoto con epicentro nell'Oceano Indiano del 2004 è stimabile intorno ai 100 gigatoni, cioè 400 EJ.
La planetologia può inoltre quantificare eventi come l'impatto di asteroidi o comete con questa unità di misura. Ad esempio, l'impatto che avrebbe originato il Cratere di Chicxulub in Messico si aggirerebbe intorno ai 190 000 gigatoni, cioè 795 ZJ.
A causa dell'assonanza con il termine inglese americano "Gigatons" (in inglese britannico, "Gigatonne"), multiplo del "Metric Ton" o "tonnellata metrica", il termine "gigatone" viene talvolta scorrettamente usato per indicare un miliardo di tonnellate.